# Нонет
Нонет (итал. nonetto от лат. nonus — девятый) — в академической музыке ансамбль из 9 исполнителей (с самостоятельной партией у каждого) или произведение для такого состава исполнителей.
Сравнительно устойчивая конфигурация инструментов в нонете строится на балансе между смычковыми и духовыми инструментами: флейта, гобой, кларнет, фагот, труба (или валторна), скрипка, альт, виолончель и контрабас. Для такого состава написаны, в частности:
- Большой нонет фа мажор Людвига Шпора (1813)
- Нонет Жоржа Онсло Op. 77 (1846)
- Нонет Луизы Фарранк Op. 38 (1850)
- Нонет фа минор Франца Лахнера (1875)
- Нонет Йозефа Райнбергера Op. 139 (1884)
- Цикл из трёх пьес «Вечные движения» (фр. Mouvements perpétuels) Франсиса Пуленка (1918; существуют также редакции для фортепиано и для камерного оркестра)
- Нонет Тибора Харшаньи (1930)
- Нонет № 2 Богуслава Мартину (1959)

Фортепиано введено в нонет Сэмюэла Кольридж-Тейлора (1894, вместо флейты) и Нонет № 1 Богуслава Мартину (1925, вместо контрабаса). Алексей Животов во «Фрагментах для нонета» (1929) вводит не только фортепиано вместо контрабаса, но и вторую скрипку вместо гобоя. В нонете Карла Черни (1850) струнная секция усилена второй скрипкой, добавлено фортепиано, а духовая секция ограничена кларнетом, фаготом и английским рожком. Антон Веберн в Концерте для девяти инструментов (нем. Konzert für neun Instrumente; 1931—1934) стремился к равновесию медного и деревянного звучания (флейта, гобой, кларнет vs. труба, тромбон, валторна), введя фортепиано и ограничив струнные скрипкой и альтом, а учитель Животова Владимир Щербачёв в своём Нонете (1919) добавил к струнному квартету не только флейту, арфу, фортепиано и женский вокал (без слов), но и, в качестве девятого инструмента, балетную партию (при первых исполнениях в ней была занята знаменитая балерина Ольга Преображенская).
В XX веке встречались и более причудливые комбинации: так, известный Нонет «Краткое впечатление обо всей Бразилии» (порт. Impressão rápida do todo o Brasil; 1923) Эйтора Вилла-Лобоса написан для флейты, гобоя, кларнета, фагота, саксофона, фортепиано, арфы, челесты и ударных (причём состав используемых ударных инструментов требует трёх исполнителей) с добавлением к инструментальному набору смешанного хора.
Только для духовых инструментов написаны Шесть менуэтов (1811) и «Маленькая траурная музыка» (нем. Eine kleine Trauermusik; 1812) Франца Шуберта и «Маленькая симфония» Шарля Гуно (1885; флейта, два гобоя, два кларнета, два фагота и две трубы). Роберто Герхард в своём Нонете (1956) добавил к четырём деревянным и четырём медным духовым аккордеон.
Только для струнных писали нонеты Аарон Копленд (1960; три скрипки, три альта и три виолончели) и Олли Мустонен (№ 1, 1995, и № 2, 2000; четыре скрипки, два альта, две виолончели и контрабас).
Из исполнительских ансамблей, состоявших из девяти музыкантов, наиболее известен Чешский нонет, основанный в 1924 г. и выступающий по сей день. Специально для него нонеты (помимо посвятившего коллективу свой второй нонет Мартину) сочиняли чешские композиторы Йозеф Богуслав Фёрстер, Алоис Габа, Иша Крейчи, а также литовский композитор Иеронимас Качинскас.
Изредка название «нонет» употребляется и джазовыми музыкантами. Известны, в частности, сформированный в 1948 г. нонет Майлза Дэвиса и современный нонет саксофонистов под руководством Джо Ловано.